# (37641) 1994 AO3
1994 AO3 (asteroide 37641) é um asteroide da cintura principal. Possui uma excentricidade de 0.15797970 e uma inclinação de 3.65261º.
Este asteroide foi descoberto no dia 15 de janeiro de 1994 por Takao Kobayashi em Oizumi.